# Giuse Hoàng Bính Chương
Giuse Hoàng Bính Chương (sinh 1967, tiếng Trung:黃炳章, tiếng Anh:Joseph Huang Bing-zhang) là một giám mục bất hợp thức do chính quyền Trung Quốc dùng sức ép tấn phong. Ông được chính quyền trao chức vị Giám mục chính tòa Giáo phận Sán Đầu, đối lập với giám mục được Tòa Thánh tuyển chọn Phêrô Trang Kiến Kiên. Ông đã được giải vạ tuyệt thông, trở lại hiệp thông với Tòa Thánh vào ngày 22 tháng 9 năm 2018. Ngày 12 tháng 12 năm 2018, Tòa Thánh chính thức trao Giáo phận Sán Đầu cho ông, kế nhiệm Phêrô Trang Kiến Kiên.

## Tiểu sử
Giám mục Chương sinh vào tháng 1 năm 1967 tại Trung Quốc. Sau khoảng thời gian dài tu học, tháng 1 năm 1991, Phó tế Giuse Chương được trao tác vụ linh mục. Giáo phận Sán Đầu trống tòa khi giám mục "quốc doanh" Gioan Thái Thể Viễn qua đời năm 1997. Chính quyền chọn linh mục Hoàng Bính Chương làm Giám mục tiếp theo của Giáo phận. Lễ tấn phong cho giám mục bất hợp thức này được cử hành vào ngày 14 tháng 7 năm 2011. Trước đó, năm 2006, Tòa Thánh đã mật phong cho linh mục Phêrô Trang Kiến Kiên làm giám mục chính tòa Sán Đầu, chính quyền Bắc Kinh phủ nhận việc phong chức này.